# Clavodorum antarcticum
Clavodorum antarcticum är en ringmaskart som beskrevs av Hartmann-Schröder och Rosenfeldt 1990. Clavodorum antarcticum ingår i släktet Clavodorum och familjen Sphaerodoridae. Inga underarter finns listade i Catalogue of Life.